# Volo China Airlines 334
Il volo China Airlines 334 era un Boeing 747-2R7F/SCD cargo che fu dirottato dal pilota Wang Hsi-chueh (王錫爵) il 3 maggio 1986, mentre era in rotta verso l'aeroporto Don Mueang, Thailandia. Wang riuscì a sottomettere gli altri due membri dell'equipaggio e cambiò rotta per far atterrare il 747 a Guangzhou, dove disertò nella Repubblica Popolare Cinese. L'incidente costrinse il governo di Chiang Ching-kuo a Taiwan a invertire la sua politica dei Tre No in merito al contatto con il governo comunista nella Cina continentale, e Chiang inviò diversi delegati a Hong Kong per negoziare con i funzionari della terraferma per la restituzione dell'aereo e dell'equipaggio. L'incidente fu considerato come un catalizzatore nel rinnovamento delle relazioni attraverso lo Stretto tra la Cina continentale e Taiwan.

## L'aereo
L'aereo era un Boeing 747-2R7F/SCD cargo, codice di registrazione B-198, costruito nel settembre 1980 originariamente per Cargolux (come LX-ECV "City of Esch-sur-Alzette"). Il Ministero dei Trasporti di Taiwan acquistò l'aereo nel giugno 1985 e poi lo noleggiò a China Airlines. Il 29 dicembre 1991 questo aereo, in seguito operante come volo China Airlines 358, si schiantò contro il fianco di una collina vicino a Wanli, Taiwan, dopo il distacco dei motori tre e quattro, uccidendo tutti e cinque i membri dell'equipaggio a bordo.

## L'incidente
I seguenti orari sono tutti nel fuso orario di Pechino/Taipei/Hong Kong (UTC+8)

### 3 maggio
- 5:50: Il cargo della China Airlines decollò da Singapore, diretto a Bangkok.
- 14:40: il volo 334 sorvolò il waypoint IDOSI, a circa 120 miglia nautiche (220 km) a sud-est di Hong Kong. Seguì gli ordini del controllo del traffico aereo di Hong Kong e scese da 33.000 piedi (10.000 m).
- 14:45: Wang Hsi-chueh (王錫爵) attaccò Tung Kuang-hsing (董光興) con un palanchino, per poi ammanettarlo.
- 14:50: Chiu Ming-chih (邱明志; Qiū Míngzhì), tornato dal bagno, iniziò a combattere contro Wang.
- 14:50: L'ATC di Hong Kong, dopo aver scoperto che il China Airlines 334 non stava scendendo all'altezza stabilita, ordinò all'equipaggio di scendere.
- 15:00: A circa 50 miglia nautiche (93 km) da Hong Kong FLIR, Wang iniziò a contattare la torre di controllo dell'aeroporto di Guangzhou Baiyun, con gran sorpresa dell'ATC di Hong Kong. I controllori chiesero la destinazione finale dell'atterraggio. A questo punto il 747 era a circa 15.000 piedi (4.600 m).
- 15:07: orario di arrivo previsto a Hong Kong Kai Tak; HK ATC osserva che l'aereo ha continuato a volare verso nord.
- 15:08: un altro membro dell'equipaggio minacciò di causare una situazione pericolosa a bordo dell'aereo. Risuonò l'allarme di stallo a un'altitudine di 4.500 piedi (1.400 m) slm. Chiu estese i flap, rischiando di schiantarsi in mare.
- 15:13: Wang ricevette assistenza al volo tramite l'aviazione civile cinese ufficiale, che si mise in contatto con l'aeroporto internazionale di Canton Baiyun.
- 15:45–15:50: il Boeing atterrò e i piloti vennero arrestati, raccontando ognuno storie contrastanti.

## Conseguenze
Costringendo Taiwan (ROC, Republic of China) a comunicare con la Cina continentale (RPC), il volo 334 costituì il primo passo nello scongelamento delle relazioni. Pose effettivamente fine alla politica dei Tre No, portò alla riunificazione delle famiglie attraverso lo stretto un anno dopo e stabilì ufficialmente i Tre Collegamenti originariamente delineati in una proposta della Cina risalente al 1979 da effettuare entro il 2008. Nel 1987 la ROC pose ufficialmente fine alla legge marziale.